# Geologia ambientale
La geologia ambientale è un settore multidisciplinare delle scienze applicate che si occupa dei rapporti e delle interazioni esistenti tra le attività dell'uomo e l'ambiente fisico. 

La geologia ambientale è strettamente in relazione con varie discipline che contribuiscono alle scienze ambientali quali la geologia applicata,  la geomorfologia, l'ingegneria naturalistica, l'ingegneria per l'ambiente e il territorio, l'idrogeologia, la geochimica, le scienze naturali.
La geologia ambientale studia le interazioni tra la geologia che caratterizza un sito di interesse, l'attività antropica sull'ambiente (ad esempio l'inquinamento, i dissesti idrogeologici, la deforestazione, ecc.) e i fenomeni naturali presenti o potenzialmente presenti (ad esempio terremoti, eruzioni vulcaniche, eventi meteorici eccezionali, tsunami, ecc.).

## Scopo della geologia ambientale
La geologia ambientale considera le interazioni tra uomo e biosfera, litosfera, idrosfera e parte dell'atmosfera, considerando, quindi, sia il suolo che il sottosuolo, ovvero il sistema sede dell'impianto e dello sviluppo delle attività antropiche. Lo studio di questa interazione e dei rischi connessi è basilare ai fini progettuali e realizzativi delle opere ambientali, e delle loro ripercussioni sull'ambiente, e delle eventuali reazioni dell'ambiente a tali sollecitazioni.

## Tematiche della geologia ambientale
La geologia ambientale si occupa, perciò, di vari aspetti dell'ambiente, sia tramite tecniche tradizionali di monitoraggio ed analisi del sito, sia sfruttando i moderni sistemi informatici, in particolare per quanto concerne le seguenti tematiche:
- Risorse Geologiche
- Impatto dello sviluppo sull'ambiente geologico
- Scarico dei rifiuti
- Pericolosità geologica
- Gestione e controllo dei rischi
- Analisi di rischio
- Geostatistica ambientale
- Desertificazione
- Erosione del suolo e delle coste

Alle metodologie tradizionali delle discipline sopra elencate, se ne sono aggiunte altre più recenti come il telerilevamento, il GIS, la modellazione numerica, che sfruttano tecniche miste di cartografia, basi di dati, simulazioni numeriche, ecc., incentrate sul trattamento informatico dei dati.